# 日式溫泉

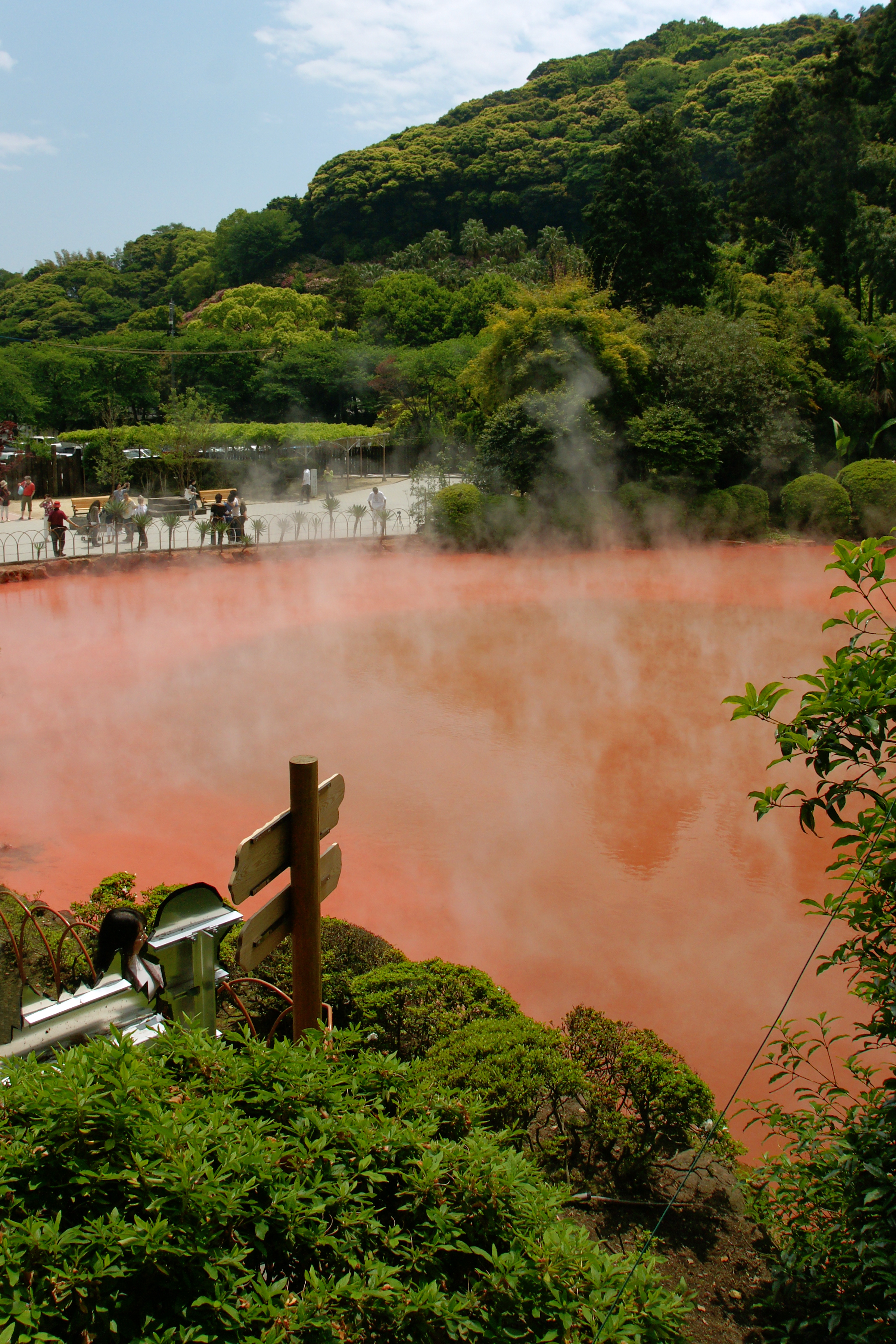
血池地獄溫泉
名勝・別府地獄

日式溫泉是指日本風格的溫泉。因為日本是一個擁有許多火山的國家，所以境內有至少上千個天然溫泉的資源可以利用。日式溫泉可以分成室內溫泉和室外溫泉。根據日本溫泉法，只要天然湧出的水含有和普通水不同的成分，即使溫度不高，也能夠被定義為溫泉。在日本，當去判斷一個水源是溫泉與否，一般都以溫泉法所下的定義為依歸。
溫泉泛指熱水從地下湧出的現象，或熱水湧出的地方。溫泉入浴設施一般亦被稱為溫泉。溫泉按熱源可分為兩類：一類是火山的地下岩漿加熱而形成的火山性溫泉；另一類是與火山無關的非火山性溫泉。因應各個溫泉所含的成分，溫泉的顏色、氣味和功效都各不相同。這篇文章主要以日式溫泉作說明。

## 溫泉的形成
在日本溫泉法之下，不管是地下水經過地熱加熱並自然湧出的溫泉，又或是以人工方法取得的溫泉（即使是人工溫泉），都被視為是正式溫泉。溫泉按熱源可分為兩類：一類是火山的地下岩漿加熱而形成的火山性溫泉；另一類是與火山無關的非火山性溫泉。非火山性溫泉可再細分成因地溫梯度（地底深度越深溫度就越高）變得高溫的深層熱水，和熱源不明的溫泉兩類。另外亦有一些特殊例子，例如北海道十勝川溫泉的濕原溫泉（Moor溫泉），是由古代植物經過多年積壓，形成褐煤時放出的熱能加熱而成。火山性溫泉位於火山附近，含有源自[火山氣體]的成分。深層熱水位於平原或盆地的地底深處，多利用鑽探方式來取得，含有源自海水的鹽分和有機物。非火山性溫泉中有一些溫泉（例如有馬溫泉、湯之峰溫泉、松之山溫泉等），其高溫並不能單靠地溫梯度來說明。對於這些溫泉的熱能和成分的起源眾說紛紜，未有一個說法得以証實。

## 日本溫泉的歷史
日本因為火山眾多，有豐富火山性溫泉資源，關於溫泉的神話和溫泉起源的傳說亦多不勝數。大部分溫泉神話都和兩位溫泉神，大國主神和少彥名有關。例如關於日本三大古溫泉之一的道後溫泉，在「伊予國風土記」就有以下記載：大國主神做了海底管道，把大分縣鶴見岳山腳湧出的「速見之湯」（即現在的別府溫泉）引到道後溫泉並治好了少彥名的病。此外，很多古代文獻都有關於日本人使用溫泉的歷史記載，例如在「日本書紀」、「續日本紀」、「萬葉集」和「拾遺集」等之中，記載了進行過祓禊儀式的溫泉和天皇巡幸時到過的溫泉的名字，如玉造溫泉、有馬溫泉、道後溫泉、白濱溫泉和秋保溫泉。平安時代的「延喜式神名帳」裏亦記載了幾所供奉溫泉神的溫泉神社的名字。
日本人自古以來一直視溫泉為一個與宗教和信仰有關的場所，而功效方面日本部分傳統藥用方式和發現其療效可能是從中國唐朝由遣唐使帶來日本的，不過在鎌倉時代之後，經一遍上人等僧侶開放浴室讓貧苦和患病的人入浴，入浴開始變得一般化，而溫泉在醫學上的實用性亦開始被重視。在鎌倉中期，大友賴康在別府溫泉設置了溫泉奉行一職，有文獻記載元寇之役的戰傷者曾來到別府溫泉治傷。此外，有說戰國時代的武田信玄和上杉謙信也特別注意到溫泉的功效。
在江戶時代，貝原益軒、後藤艮山、宇田川榕庵等出版了關於溫泉療法的書籍和稱為溫泉圖鑑的溫泉指南，溫泉入浴從始滲透到一般平民之中。那時候，一般平民使用的溫泉（稱為「町人湯」）（湯在日語有溫泉的意思）和幕府官吏、代官、藩主等使用的溫泉（稱為「武士湯」）被明確區分起來。各個藩的政府都設有負責溫泉的部門，專責徵收溫泉稅。
一般平民的溫泉入浴習慣，主要以「正月湯」、「寒湯治」、「花湯治」、「秋湯治」等季節性溫泉療養為主，每年都會去固定的溫泉鄉入浴，以消解疲勞和促進健康。再者，現代以浸溫泉作療養的習慣源於江戶時代，沙浴、落差按摩浴、蒸浴、混合浴（連續浸泡於不同性質的溫泉）等溫泉療法相繼出現，更有效發揮各個溫泉的特性和功效。
在十九世紀末期，一種稱為上総挖掘方式（KAZUSA SYSTEM）的鑽探方法（利用槓桿原理以人力能挖掘150至500米深）在日本大大得以普及，明治時期之後更多溫泉資源因此而被開發出來。佔了日本溫泉泉源總數約十分之一的大分縣別府市，在約1879年（明治12年）引進了上総挖掘方式積極進行溫泉挖掘並得以發展起來。

## 溫泉與醫療
踏入明治時期，日本開始盛行對溫泉的科學研究，而從昭和時期開始，憑著日本在溫泉醫學和分析化學方面的進步，溫泉在醫療上的功效得以證實，別府溫泉的豐富溫泉資源，以及三朝溫泉蘊含的鐳成分在溫泉療法上的功效亦正被研究。

## 溫泉與健康
近年，基於預防勝於治療的觀念，日本各地的溫泉鄉都在嘗試利用溫泉以提高人們的健康水準。岡山縣的湯原溫泉就正在研究溫泉和健康兩者之間的關係。在湯原溫泉，有溫泉旅館和醫院合作，推出了住宿兼身體檢查（日語稱為湯煙ドッグ）等計劃，樍極利用溫泉以提高居民健康水準和達到療養目的。另外，當地亦正在培育居民成為「溫泉大使」，教導居民正確的入浴方法，進而藉溫泉大使去宣揚並讓更多人了解各種性質的溫泉的正確入浴方法。

## 溫泉的使用
在從前醫療水準不高，人們對衛生的認知不足，熱水澡還沒有普及的時候，溫泉在人們心目中是一個能有效治療受傷和疾病的神聖場所。有關各個溫泉的起源，有很多關於鹿、鶴和鷺等動物到溫泉治傷，又或是在佛教提倡開放浴室讓平民入浴的背景下弘法大師等高僧偶然發現溫泉的傳說。這些溫泉在以前都屬於寺廟和神社，又或是溫泉附近居民的公共財產。在江戶時代，開始有溫泉客在農閑季節來到溫泉鄉調養身體，他們寄宿的地方就成為了溫泉旅館。及後溫泉療養的期間逐漸由長期變成短期約一日兩夜，與現時日本的入浴習慣很接近。
相對於歐洲的溫泉被用作醫療用途，日本的溫泉有一半被視為觀光兼娛樂的場所。學校舉行的集體寄宿活動、畢業旅行都多以溫泉鄉作目的地。當然，在日本也利用溫泉作療養的溫泉客。

## 溫泉的形式
溫泉有兩種方式去處理溫泉水，一種是把用過的溫泉水過濾並加熱再重新使用，稱為循環式；另一種是一方面不斷注入新的溫泉水，一方面把不斷棄掉用過的溫泉水，稱為放流式（日語稱為掛け流し）。近年放流式溫泉大受歡迎，有很多溫泉都以從溫泉泉源百分百放流等口號作賣點來吸引溫泉客。

## 溫泉的其他用途

### 湯之花的採集
湯之花是溫泉中的不溶性沉澱物。其中別府市的[明礬溫泉]的湯之花製造技術被列入日本的國家重要無形民俗文化遺產。

### 食品加工
- 地獄蒸 - 別府市的鐵輪溫泉利用溫泉的蒸氣將蒸爐內的魚類和蔬菜蒸熟食用。利用這種烹調方法食物的營養不會流失。
- 溫泉蛋 - 將雞蛋放入高溫的溫泉裏煮熟食用。
- 長野縣野澤菜 - 野澤菜又稱日本芥菜或碧玉山甜菜，是長野縣的特產。當地居民會利用溫泉或公共浴室去作野澤菜的烹調準備，又或在冬天將冷藏的野澤菜解凍。
- 另外還有其他食品，例如溫泉納豆和溫泉布甸等都利用到溫泉來製成。

### 溫泉泥
別府多種性質的溫泉裏有各色各樣的溫泉泥。大分大學醫學部、廣島大學、日本文理大學、意大利的帕多瓦大學和大分縣產業科學技術中心等共同研究利用溫泉泥進行的溫泉泥美容。

## 關連項目
- 日本溫泉列表
- 溫泉記號

## 外部連結
- 温泉の保護と利用 （页面存档备份，存于） - 環境省 （页面存档备份，存于）
  - 温泉に関するデータ  （页面存档备份，存于）
- にっぽんの温泉100選
- 温泉法（法令データ提供システム） （页面存档备份，存于）
- 鉱泉分析法指針 （页面存档备份，存于）
- 日本10種溫泉「泉質」種類、特色、功效介紹